# Lowell Point
Lowell Point és una concentració de població designada pel cens dels Estats Units a l'estat d'Alaska. Segons el cens del 2000 tenia 92 habitants.

## Demografia
Segons el cens del 2000, Lowell Point tenia 92 habitants, 39 habitatges, i 20 famílies La densitat de població era de 3 habitants/km².
Dels 39 habitatges en un 20,5% hi vivien nens de menys de 18 anys, en un 43,6% hi vivien parelles casades, en un 0% dones solteres, i en un 48,7% no eren unitats familiars. En el 43,6% dels habitatges hi vivien persones soles el 2,6% de les quals corresponia a persones de 65 anys o més que vivien soles. El nombre mitjà de persones vivint en cada habitatge era de 2 i el nombre mitjà de persones que vivien en cada família era de 2,75.
Per edats la població es repartia de la següent manera: un 15,2% tenia menys de 18 anys, un 7,6% entre 18 i 24, un 44,6% entre 25 i 44, un 27,2% de 45 a 60 i un 5,4% 65 anys o més.
L'edat mediana era de 36 anys. Per cada 100 dones hi havia 187,5 homes. Per cada 100 dones de 18 o més anys hi havia 212 homes.
La renda mediana per habitatge era de 32.000 $ i la renda mediana per família de 137.566 $. Els homes tenien una renda mediana de 53.750 $ mentre que les dones 54.000 $. La renda per capita de la població era de 45.790 $. Aproximadament el 31,3% de les famílies i el 28,4% de la població estaven per davall del llindar de pobresa.

## Poblacions més properes
El següent diagrama mostra les poblacions més properes.